# Schatzhaus der Siphnier

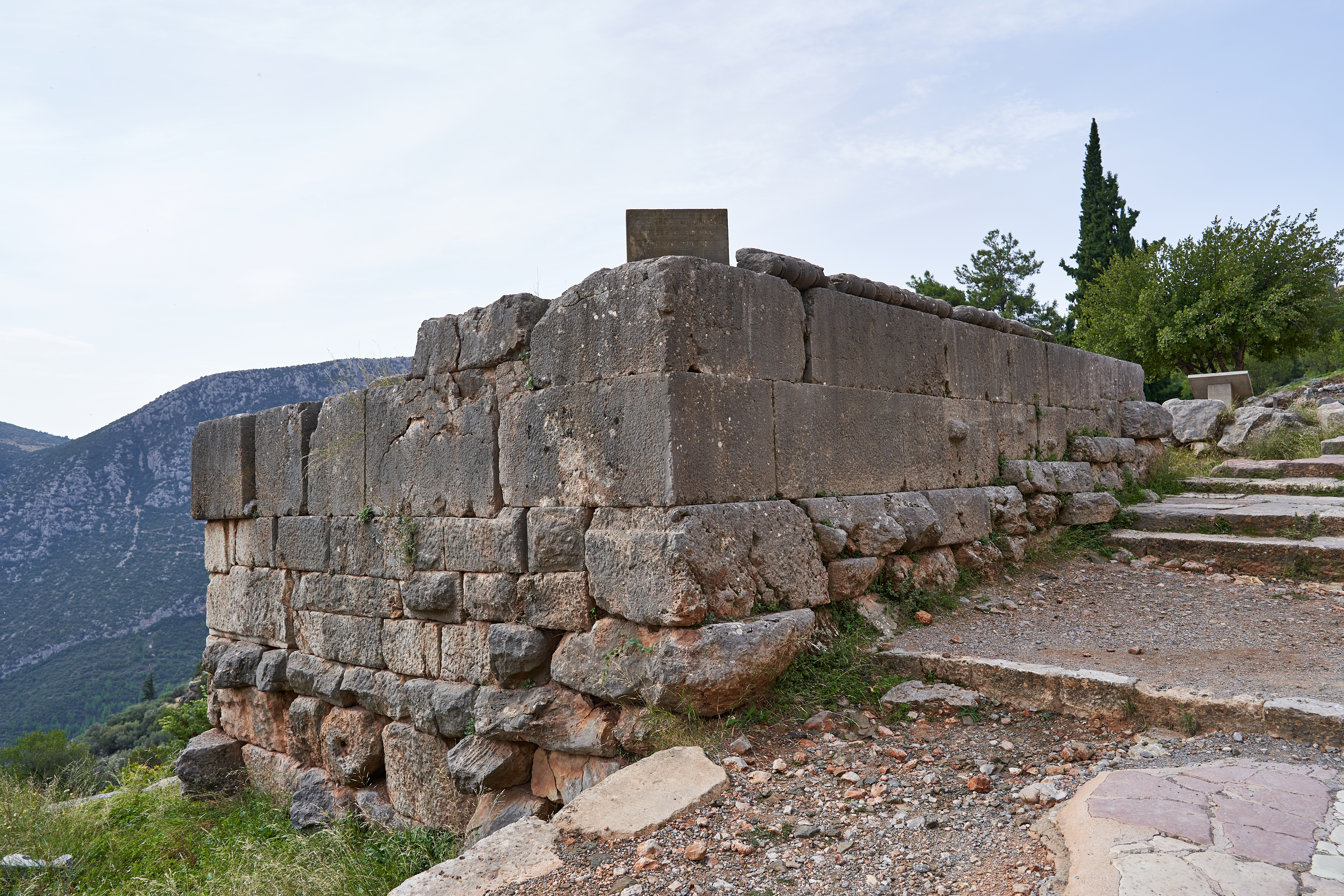
Fundamente des Schatzhauses der Siphnier

Das Schatzhaus der Siphnier ist eines von 32 ausgegrabenen Schatzhäusern im panhellenischen Heiligtum von Delphi. Gestiftet und errichtet wurde es um 525 v. Chr. von den Einwohnern der griechischen Kykladeninsel Siphnos.
Das Schatzhaus weist den für diese Kleinbauten typischen Grundriss des Antentempels auf, doch wurden die Säulen zwischen den Anten durch weibliche Stützfiguren, Karyatiden, ersetzt. Geweiht wurde es von den Einwohnern der Insel Siphnos um das Jahr 525 v. Chr., auf dem Höhepunkt ihres Wohlstandes, wie Herodot anmerkt, aus dem Zehnten ihrer Einkünfte, die sie aus Silber- und Goldminen erwirtschafteten. Das 5,95 × 8,37 Meter große und 6,74 Meter hohe Schatzhaus, an der Südseite der Heiligen Straße an ihrem unteren Teil und somit direkt oberhalb des schroff abfallenden Terrains gelegen, erhob sich auf einem hohen Unterbau, der die Geländegegebenheiten ausgleichen musste. Dieses Schatzhaus, das anhand der erhaltenen Architekturteile fast vollständig zu rekonstruieren ist, war in ionischer Ordnung aus Marmor errichtet und über und über mit Bauornamenten überzogen. Deutlich ist der Versuch zu erkennen, die Vorgabe des nahegelegenen knidischen Schatzhauses zu übertreffen. Der Figurenfries gehört zu den wenigen festdatierten Zeugnissen griechischer Plastik und bildet einen wichtigen Fixpunkt für die Datierung spätarchaischer Kunst. Eine Götterversammlung, der Kampf der Griechen gegen die Trojaner, der Kampf der Götter gegen die Giganten waren Themen des farbig hinterlegten und bemalten Frieses.

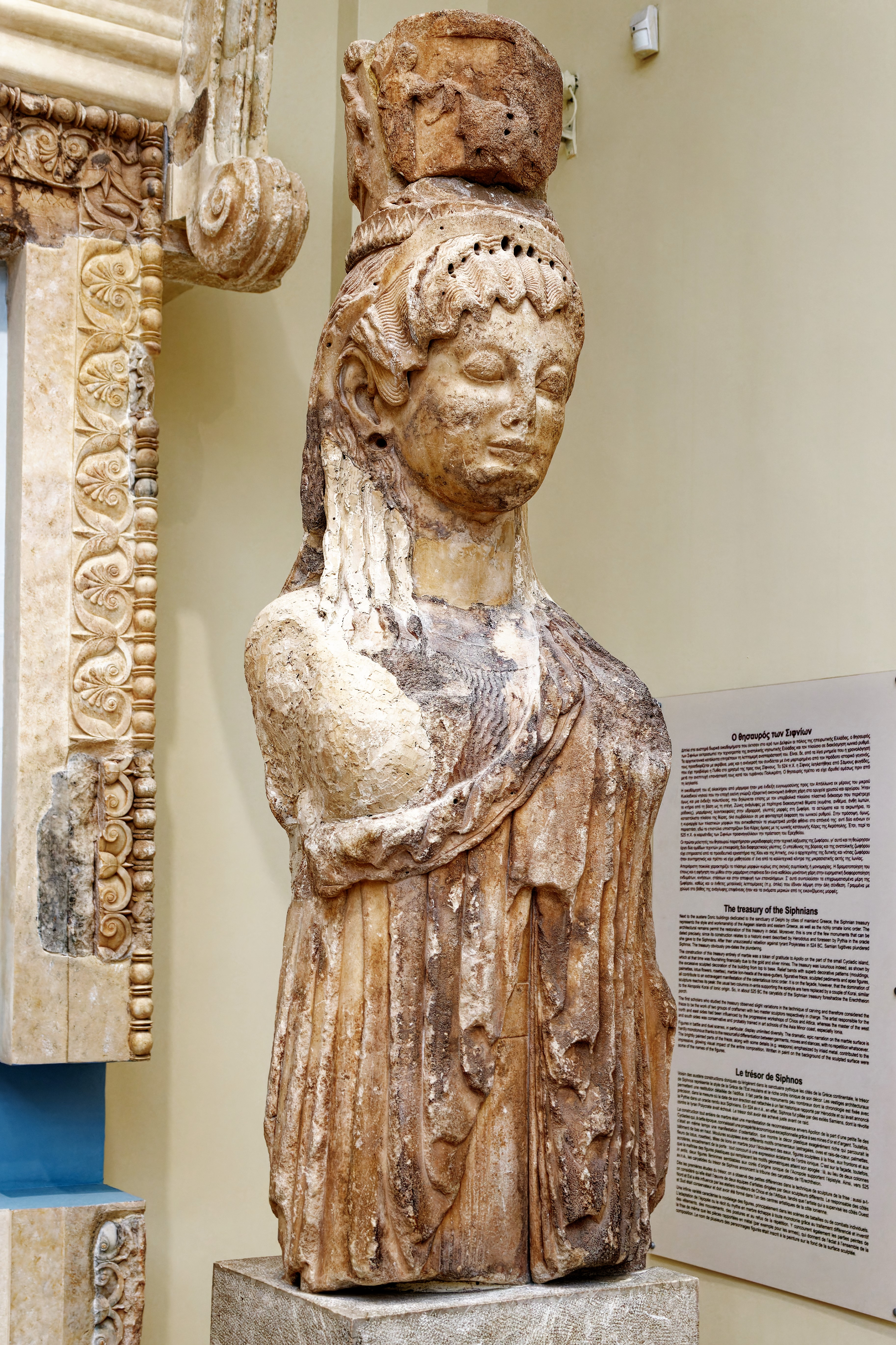
Karyatide
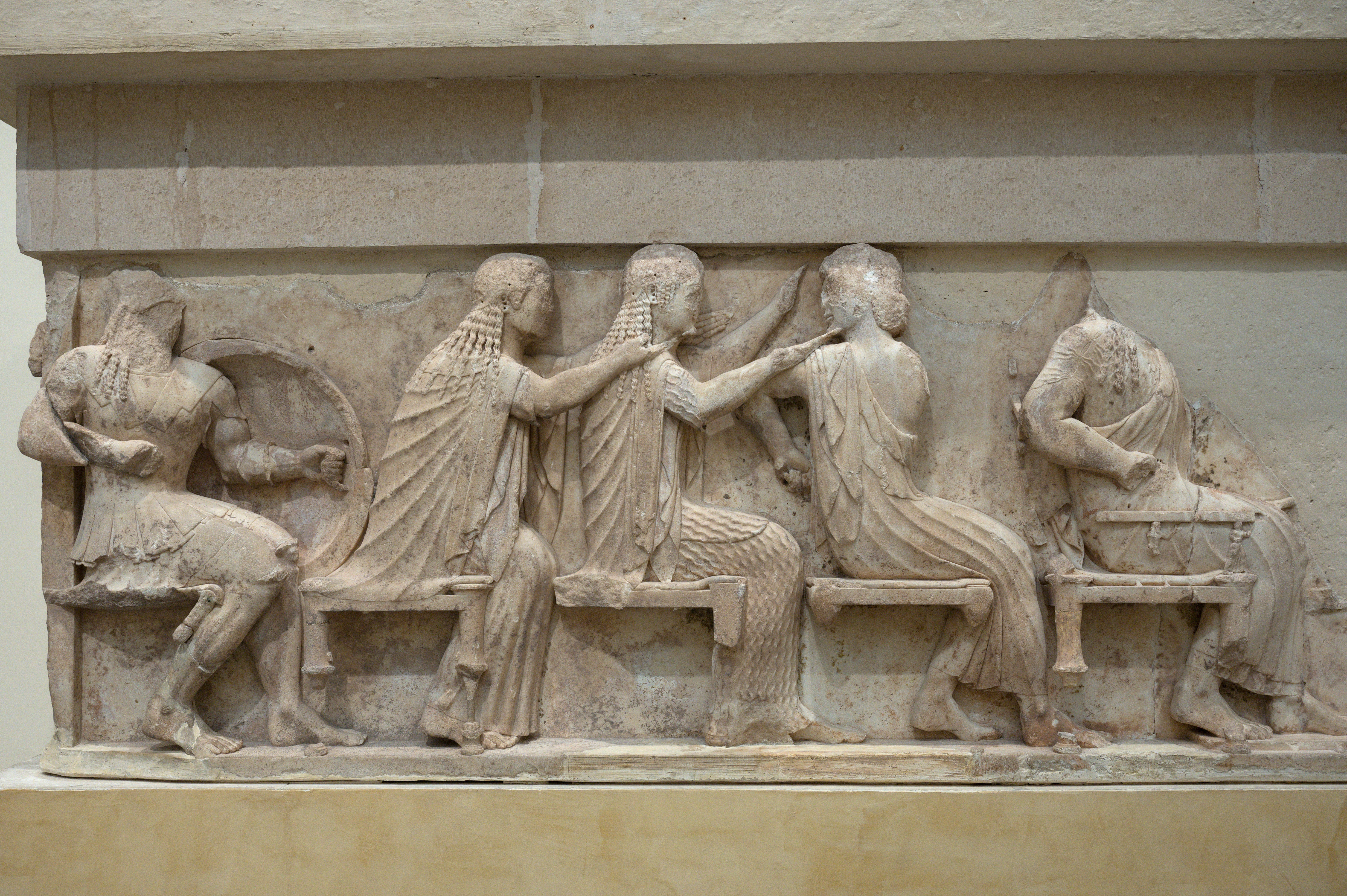
Götterversammlung am Ostfries
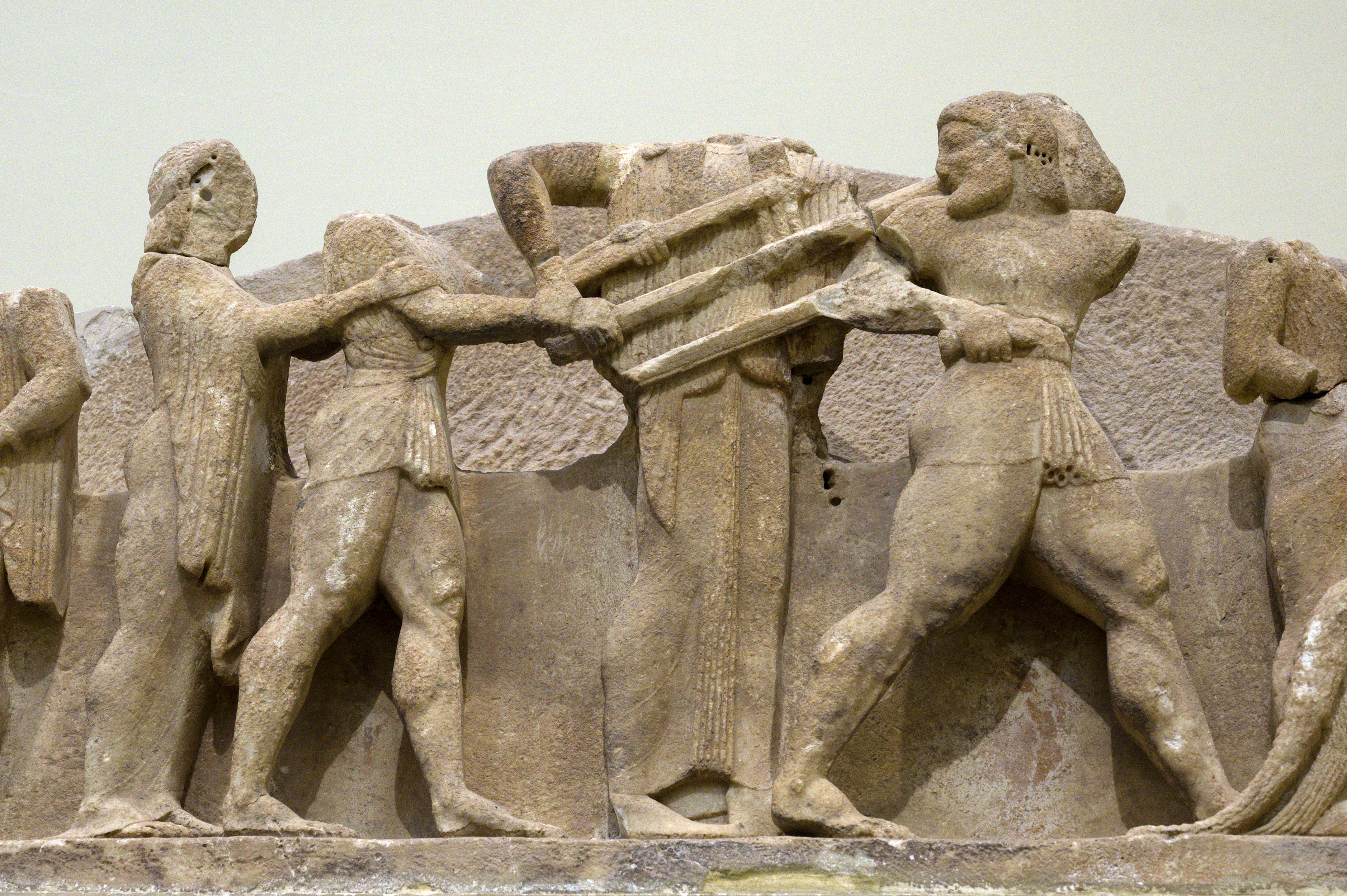
Apollon streitet mit Herakles, Ostgiebel
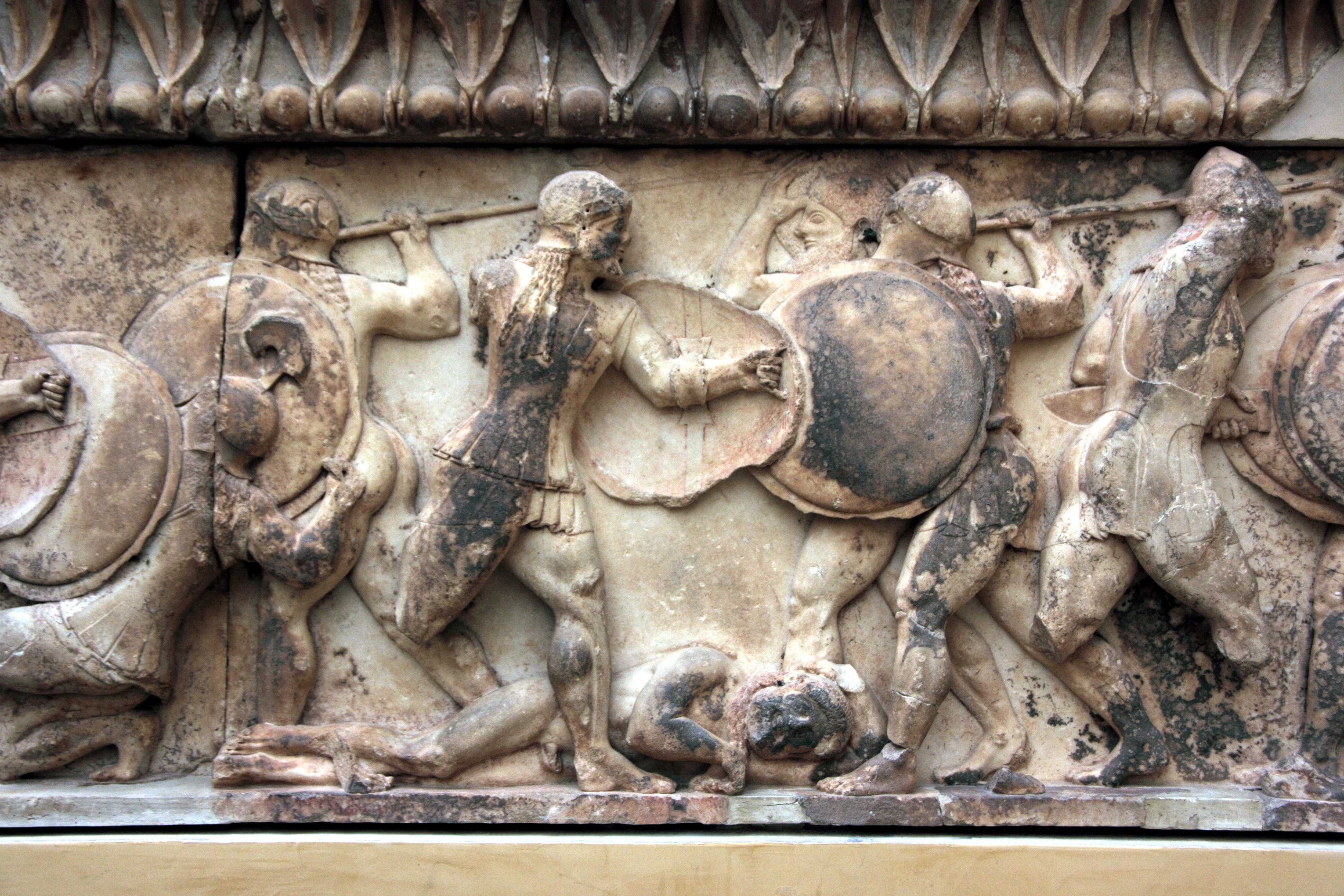
Gigantomachie am Nordfries
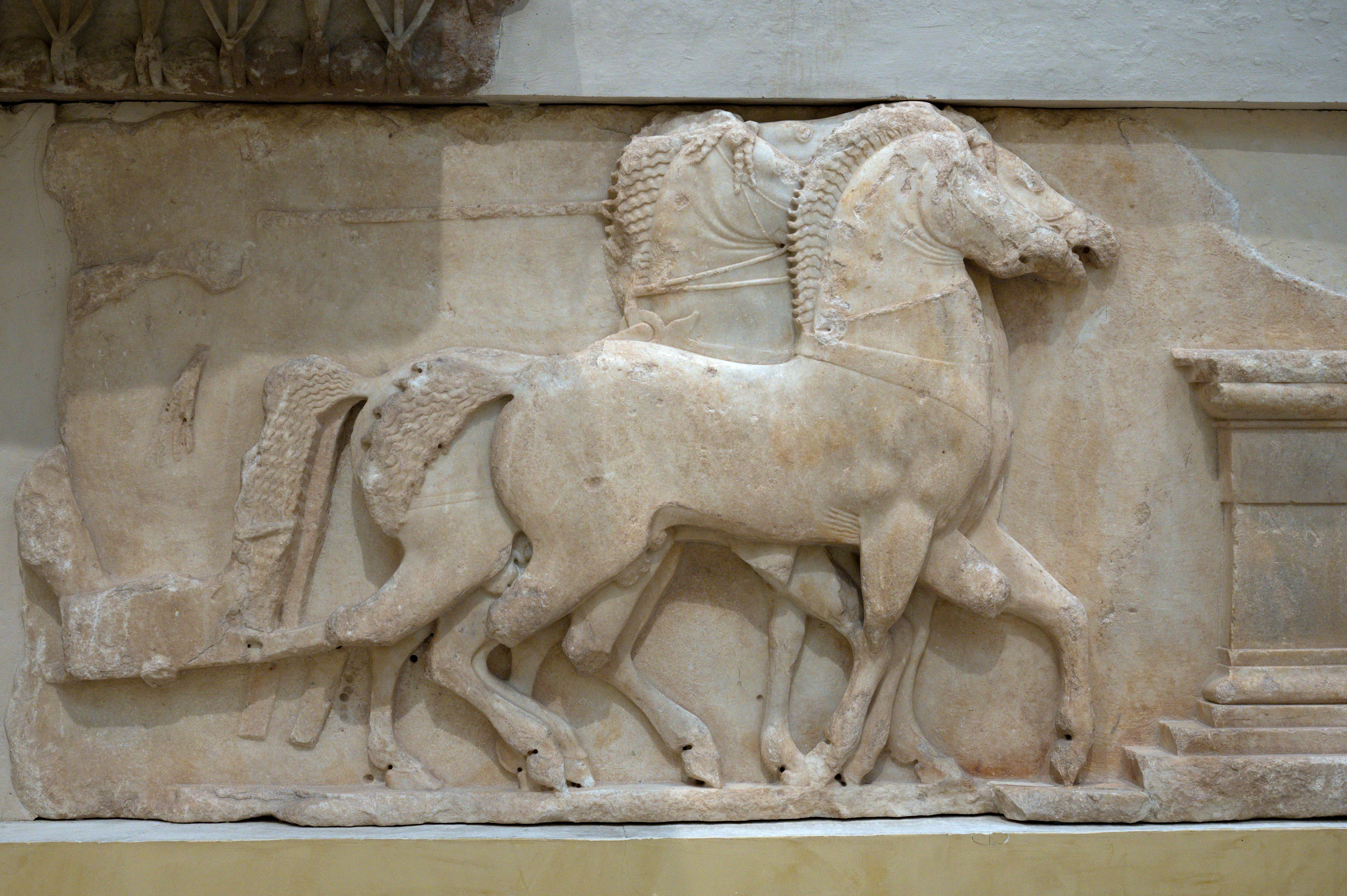
Pferdegespann am Südfries
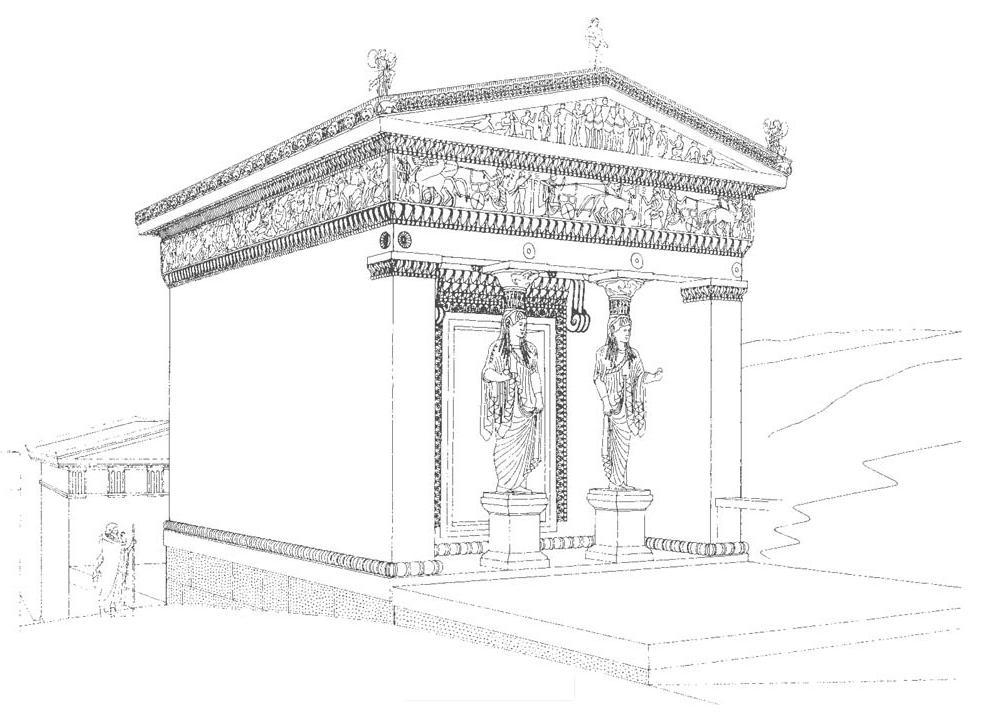
Rekonstruktionszeichnung